# Keegan Allen
Keegan Phillip Allen (Hollywood, Califòrnia, 22 de juliol de 1989) és un actor estatunidenc conegut pel seu paper com a "Toby Cavanaugh" a Pretty Little Liars a l'ABC Family. A més, va ser un dels "nois guapos" a Big Time Rush en l'episodi "Big Time Jobs".

## Família
La seva mare és Jones Allen, i el seu pare és Phillip R.Allen (1939-2012), actor estatunidenc conegut pel seu paper de "Capitán Esteban" en Star Treck III; de qui va heretar el seu segon nom.

## Carrera
L'any 2010 va participar en un episodi de la sèrie de televisió Big Time Rush i després va formar part de l'elenc de la sèrie de la cadena ABC, Pretty Little Liars en el paper de Toby Cavanaugh. És assignat com un personatge recurrent des de l'inici de la sèrie el 2010. Gràcies a aquest treball la seva popularitat va augmentar considerablement a nivell nacional. Altres aparicions inclouen un paper especial en la sèrie CSI: Crime Scene Investigation. Per la seva participació en Pretty Little Liars, va ser nominat en 2011 en els premis Teen Choice Award juntament amb el seu company d'elenc Ian Harding, en la categoria "Elecció d'Estiu de TV i Estrella Masculina" i va resultar guanyador.
També, el 2015 va treure un llibre de fotografies titulat Life Love Beauty.

## Filmografia

### Cinema
| Any  | Pel·lícula             | Paper                           | Notes        |
| ---- | ---------------------- | ------------------------------- | ------------ |
| 2002 | Small Emergencies      | Fill del propietari de Parakeet | Curtmetratge |
| 2010 | As a Last Resort       | Conductor                       | Curtmetratge |
| 2013 | Palo Alto              | Archie                          |              |
| 2014 | The Sound and the Fury |                                 |              |
| 2014 | The Hazing Secret      | Trent                           |              |
| 2015 | Bukowski               | Jimmy Haddox                    |              |